# Psydrax palma
Psydrax palma är en måreväxtart som först beskrevs av Karl Moritz Schumann, och fick sitt nu gällande namn av Diane Mary Bridson. Psydrax palma ingår i släktet Psydrax och familjen måreväxter. Inga underarter finns listade i Catalogue of Life.